# 川中島古戦場

武田信玄（左）・上杉謙信（右）一騎討像
長野市八幡原史跡公園

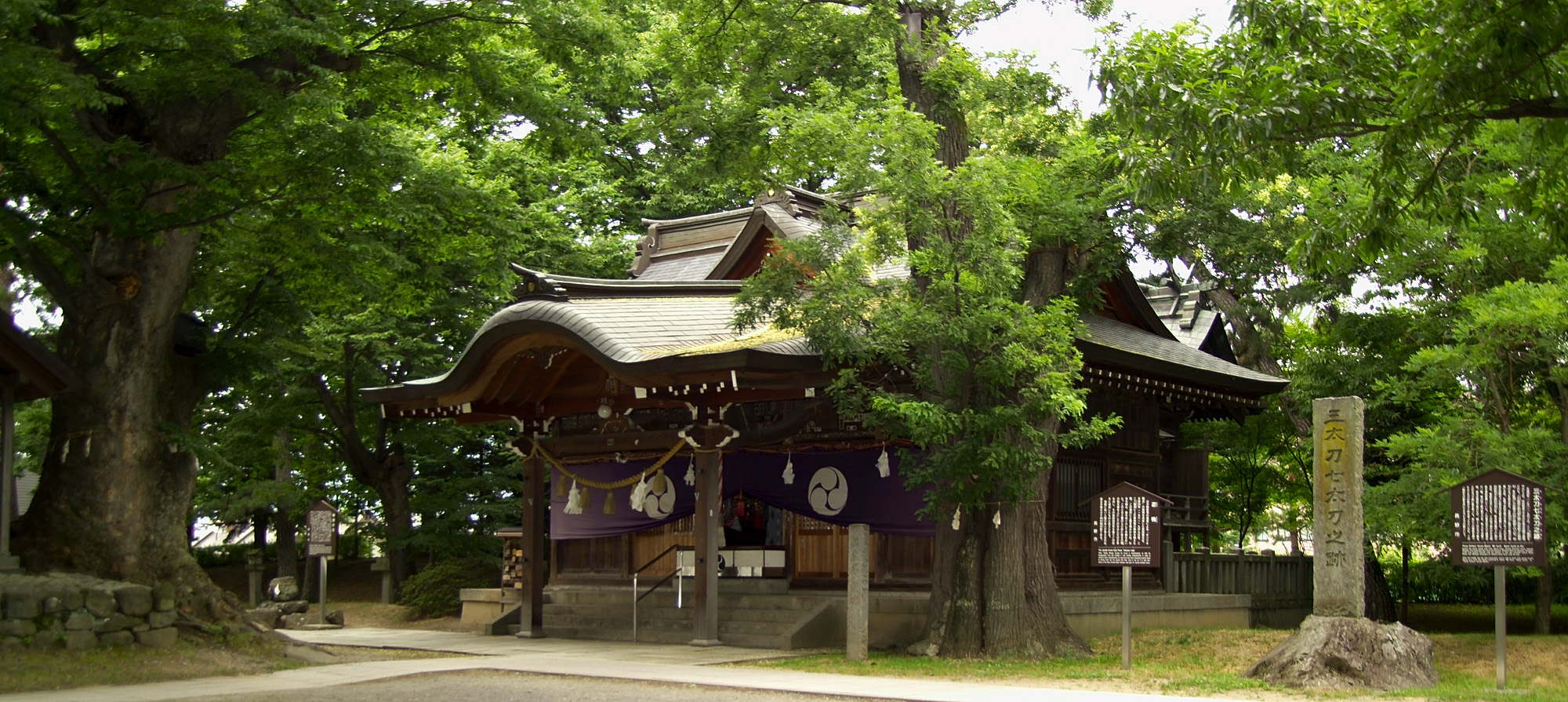
八幡社境内

川中島古戦場（かわなかじまこせんじょう）は、長野県長野市小島田町にある、越後：上杉政虎対甲斐：武田晴信軍による川中島の戦い・第四次合戦（八幡原の戦い）に於いて、武田軍が本陣をこの付近に置いたと伝えられる。

## 概要
川中島古戦場とはいえ、この地で戦闘があった訳ではなく、武田軍が勝鬨を上げたとされる八幡社境内と、討ち取った敵将兵の首実見を行ったとされ、周辺の広い田畑の中に残されていた首塚や「三太刀七太刀跡」の石碑（大正期に建造）が散在していた。また、実際に両軍が激突した最前線はこの地から2～3km西方に当たるとされる。山本勘助討死の地と伝えられる現在の南長野運動公園 と国道18号篠ノ井バイパスを挟んだ西側には「合戦場」の地名が残り、こちらの一帯が激戦地であり最前線であったことを物語っている。
川中島古戦場は1969年（昭和44年）NHK大河ドラマ「天と地と」放映の前後頃から、一帯が公園化整備された。八幡原史跡公園内には石碑の移設、馬に乗った謙信と見られる武将の剣を信玄が軍配で防いだという甲陽軍鑑の記述に基づく銅像が建てられて、長野市立博物館も建設された。この博物館の建物はその後1981年地方都市にあっては珍しい日本建築学会賞作品賞を受賞し、同年に建設省から全国公共建築百選にも選定された。
現在は善光寺と上信越道長野ICとを結ぶ道路（県道）に接していることもあって観光名所になっており、八幡神社参道にはみやげ物屋が並んでいる。八幡社の鳥居の前からは上杉軍が布陣したと伝えられる妻女山が望め、その背後に冠着山（姨捨山）が聳える。地域在住者らによって「川中島の戦い語り部の会」と言うボランティアグループが結成されており八幡社境内でのガイドが得られ甲越合戦の解説などもしてくれる。

## 交通アクセス
- 上信越自動車道長野ICから車で3分
- 最寄りの鉄道駅は今井駅であるが約4km程離れており鉄道駅からの徒歩でのアクセスにはやや難があり、長野駅より後述の路線バス（アルピコ交通・30系統）の利用が推奨される。
  - 川中島の名称が冠されている川中島駅ならびに篠ノ井駅とは約5km離れている。

### 路線バス・高速バス
八幡原史跡公園前の長野県道35号長野真田線上に、アルピコ交通の川中島古戦場停留所がある。
長野ICへのアクセス道路であることもあって、アルピコ交通が関わる（共同運行の事業者も含む）高速バスのうち、当地を経由しない妙高高原線を除くすべての路線が停車する。但し、クローズドドアシステムが採用されており当停留所は長野発の系統は乗車専用、長野着の系統は降車専用となっている為、長野駅方面とのアクセスに利用することはできない。一方、長電バス運行の高速バスも新潟方面を除きすべて停留所を通るものの、停車はしない。
- アルピコ交通
  - 30 長野駅・県庁前 - 丹波島橋南 - 川中島古戦場 - 長野インター前 - 松代駅 - 松代高校
  - 102 文化学園前 ← 市役所前 ← 県庁前 ← 丹波島橋南 ← 川中島古戦場 ← …
  - 103 善光寺大門 ← 合同庁舎前 ← 県庁前 ← 丹波島橋南 ← 川中島古戦場 ← …
  - 高速バス 新宿ゆき
  - 高速バス 京都・大阪ゆき
  - 高速バス 名古屋ゆき
  - 高速バス 飯田ゆき
  - 高速バス 松本ゆき
  - 高速バス 上高地ゆき（夏季）